# Жіноча історія
Жіноча історія, історія жінок (англ. women's history), історична феміно́логія (від лат. femina — жінка та гр. λογος — наука, вчення) — це галузь історії, що досліджує роль жінок в історії та виробляє інструменти для такого дослідження. Історія жінок вивчає, зокрема, зростання жіночих прав протягом відомої історії, особисті жіночі досягнення та внески, займається оцінкою історичної значущості окремих жінок та груп, досліджує вплив, який історичні події мали на жіноцтво. Інші аспекти цієї дисципліни — відмінності у життях жінок, спричинені расою, економічним, соціальним статусом та іншими розмаїтими аспектами суспільств.

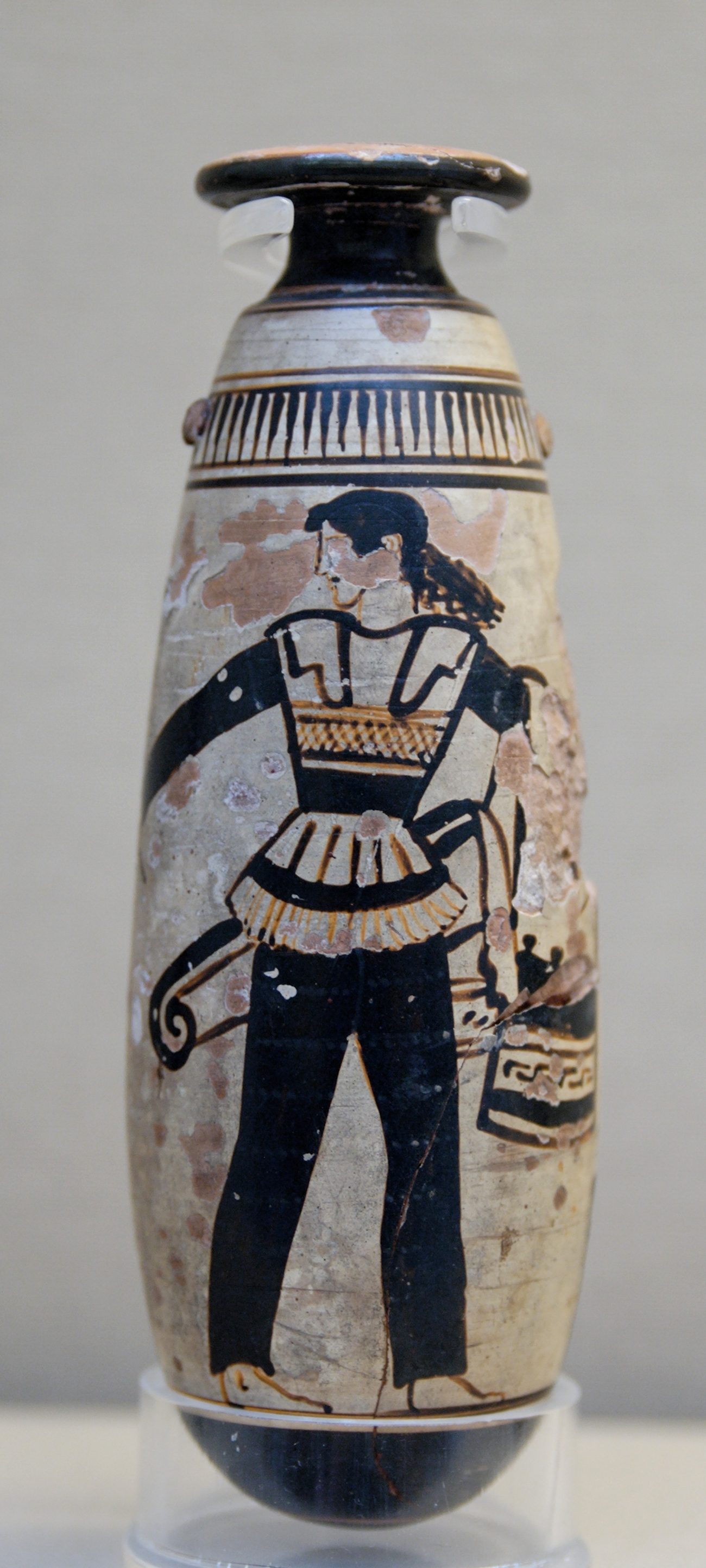
Амазонка зі щитом і сагайдаком. Алабастрон 470 р. до н. е., Британський музей

Невід'ємним для жіночої історії є переконання, що більш традиційні документування історії мінімізували чи ігнорували внески жінок у різноманітні галузі життя та вплив, котрий історичні події мали на жінок як на групу; у цьому сенсі жіноча історія часто є формою історичного ревізіонізму, що намагається поставити під сумнів чи розширити традиційний історичний консенсус.
Термін «фемінологія» у науковий обіг увійшов з середині 70-х років XX ст. з праць американської дослідниці Нін Коч (Nynne Koch) і використовується у Скандинавії та Росії як аналог «жіночої історії», «історії жінок» чи «жіночих досліджень». Жіночу історію варто відрізняти від близької до неї феміністичної історії, котра є перепрочитанням історії з жіночої та феміністської перспективи (Їїсторія), а також від історії фемінізму, котра фокусується на розвитку та становленні руху за права та рівність жінок. Жіночі дослідження є галуззю гендерних досліджень та фокусуються на гендерному вимірі жіночого буття.

## Становлення
Жіноча історія як самостійна галузь історичного знання сформувалась на Заході наприкінці 60-х років ХХ століття. Підґрунтям для її становлення були соціально-культурні трансформації, що їх переживав західний світ, а саме поява нової хвилі фемінізму, молодіжна та сексуальна революції. Окрім того, посилення загальнонаукового інтересу до антропологічних розвідок у гуманітаристиці, прискіплива увага вчених-гуманітаріїв до сфери приватного життя, сімейних стосунків, побуту, переживань окремих людей прискорили виокремлення історії жінок як самостійного напряму.
Основні дослідницькі центри засновані у США та Великій Британії, коли історикині другої хвилі фемінізму під впливом новітніх підходів, висунутих соціальною історією, проклали шлях. Активістки жіночого звільнення, дискутуючи та аналізуючи утиски та нерівності, котрих вони зазнавали як жінки, бачили за необхідність дізнатись про життя своїх бабусь і глибше — та виявили в друці вкрай стислі відомості. Історія писалася переважно чоловіками та про діяльність чоловіків у публічній сфері, особливо в Африці — війна, політика, дипломатія і керування. Жінки зазвичай були виключеними, а коли згадувались, то зображувалися у статево-стереотипних ролях на кшталт дружин, матерів, доньок та коханок. Вивчення історії засноване на цінностях того, що вважалося історично «вартісним».

## Методологія
Як спеціальна історична дисципліна, жіноча історія має міждисциплінарний характер, оскільки включає складові таких дослідних напрямів, як політична, економічна, правова історія, історія повсякденності, сім'ї, побуту, культури, традицій, громадської думки. Зберігаючи автономність і традиції, всі вони об'єднуються в прагненні максимально цілісно реконструювати історичне минуле і модернізувати традиційно існуючі схеми наукового знання.
Методологічна база жіночої історії досить широка. На неї, як і на інші гуманітарні науки, справляли вплив різні течії та окремі історики, асоційовані з методологічною революцією середини ХХ ст. Багато в чому жіноча історія орієнтована на оновлену Жаком Ле Гоффом загально-історичну методологію, що запропонував схему: історія інтелектуального життя + історія ментальностей + історія ціннісних орієнтацій. Традиційні дослідні методи (історичного аналізу та синтезу, системно-структурного і проблемного підходів, історико-хронологічний, історико-ситуаційний, порівняльний, ретроспективний, біографічний, контекстуального аналізу) доповнює історіографічний метод, орієнтований на критику історичного наративу та передбачає його систематизації, класифікації відповідно до напрямів, течій, стилів мислення.

## В Україні
Сучасний етап розвитку жіночої історії позиціоновано щонайменше двома стадіями, а саме нагромадженням знання про жінок та інституалізацією жіночих та гендерних досліджень. На сьогоднішній день найбільших успіхів фемінологічні дослідження в Україні досягли у літературознавстві. Гендерна школа у вітчизняній літературній критиці представлена такими постатями, як Соломія Павличко, Тамара Гундорова, Віра Агеєва, Оксана Забужко. Інституалізація фемінологічних і гендерних досліджень відбувалася у вигляді створення науково-дослідних центрів, серед яких провідні позиції займають:
- Київський інститут гендерних досліджень,
- Харківський центр гендерних досліджень та Музей жіночої та гендерної історії (єдиний в Україні),
- Одеський науковий жіночий центр,
- Львівський науково-дослідний центр «Жінка і суспільство»,
- Сумський гендерний центр.

Метою цих центрів є широка програма науково-дослідної роботи, об'єднання та координації зусиль жіночих історикинь та гендерних дослідниць, розробки, експертизи та впровадження навчальних курсів з жіночої та гендерної проблематики, видавничої діяльності.
Систематичним науковим виданням Харківського центру гендерних досліджень став журнал «Гендерные исследования», Київський інститут гендерних досліджень у минулому мав інтернет-видання «Виднокола» (діяв за адресою vidnokola.kiev.ua). Крім того, склалася традиція, що окремі фахові видання час від часу присвячують окремі випуски фемінологічно-гендерній проблематиці. Такими стали спецвипуск київських «Філософсько-антропологічних студій» (К., 2001) та «Ґендерні студії» незалежного культурологічного часопису «ї» (Львів, 2000, N° 17). Разом із тим ідея створення в Україні універсального єдиного систематичного видання на кшталт західних «Feminist Studies», «Canadian Women's Studies», «Women's Studies International Forum» залишається перспективним, але не реалізованим проектом.
Сучасний стан української жіночої історії засвідчує її сталі позиції в науковому середовищі. Одночасно постає необхідність концептуальних розробок та узагальнень на новому методологічному рівні накопиченого досвіду жіночої історії та осмислення нових гендерних викликів.

## Теми

### Права та рівність
Права жінок відносяться до соціальних та прав людини для жінок. У США аболіціоністський рух викликав підвищену хвилю уваги до становища жінок, але історія фемінізму сягає 17-го століття (протофемінізм). Поява реформістської ери протягом 19-го століття означала, що невидимі меншини або маргіналізовані більшсоті знайшли каталізатор та мікрокосм у таких нових тенденціях реформування. Найбільш ранні роботи про так зване «жіноче питання» критикували обмежуючі ролі жінки, не обов'язково стверджуючи, що жінкам наноситься шкода чи що в цьому винні чоловіки. У Британії феміністський рух почався в 19 столітті і продовжується досі. Симона де Бовуар провела детальний аналіз гноблення жінок у філософському трактаті «Друга стать» (1949), що став основоположною працею сучасного фемінізму. Наприкінці 1960-х і початку 1970-х феміністські рухи, наприклад, у США істотно змінили становище жінок у західному світі. Одним поштовхом до революції став розвиток протизаплідних таблеток у 1960 році, які давали жінкам доступ до легкої і надійної контрацепції в цілях планування сім'ї.

### Капіталізм
Жіночі історикині дискутували вплив капіталізму на статус жінок.
З песимістичного боку, Еліс Кларк (Alice Clark) стверджувала, що прибувши до Англії 17-го ст., капіталізм справив негативний вплив на статус жінок, оскільки вони втратили свою економічну важливість. Кларк доводить, що в 16-му столітті в Англії жінки були зайняті в багатьох сферах промисловості і сільського господарства. Будинок був центральним блоком виробництва, і жінки грали життєво важливу роль в управлінні господарством і в деяких професіях і землеволодіннях. Їх корисні економічні ролі давали їм певного штибу рівність зі своїми чоловіками. Однак з поширенням капіталізму в 17-му ст. праця все більше розподіляється, з чоловіком на платних професійних роботах поза домом, та дружиною, що зводяться до неоплачуваної хатньої роботи. Середній клас і жінки були закуті в бездіяльне домашнє існування прислуги; жінки нижчого класу були змушені погоджуватися на низькооплачувані роботи. Таким чином, капіталізм негативно вплинув на багатьох жінок.
За більш позитивної інтерпретації, Іві Пінчбек (Ivy Pinchbeck) стверджує, що капіталізм створив умови для жіночої емансипації. Спадкоємність і статус жінок підкреслюється через три етапи в історії Європи. У доіндустріальну епоху виробництво було в основному для домашнього використання, і жінки виробляли більшу частину товарів на потреби домогосподарств. Другий етап, «сімейна економіка» ранньої індустріалізації: вся сім'я залежала від колективної зарплати своїх членів, включно з чоловіком, дружиною і старшими дітьми. Третій, сучасний етап — «сімейна економіка споживання», в якому сім'я є місцем споживання, і жінок у великій кількості наймають у торгові і конторські професії, щоб підтримати зростання рівня споживання.

### Зайнятість
У переписі населення США 1870 року першою графою була «Жінки, зайняті в кожній професії», що дає зліпок жіночої історії. Це показує, що, всупереч поширеному міфу, не всі американські жінки вікторіанської епохи були «безпечними» у своїх будинках середнього класу або працювали за копійки. Жінки складали 15 % від загальної чисельності робочої сили (1,8 млн з 12.5 млн). Вони становили третину від станочників фабрик і зосереджувались в навчанні, коли нація підкреслила розширення освіти; пошитті одягу, головних уборів і крої. Дві третини викладацького складу становили жінки. Вони також працювали на металургійних комбінатах (495 жінок), у шахтах (46), на лісопилках (35), нафтових свердловинах і нафтопереробних заводах (40), газових виробках (4), біля вугільних печей (5), і виконували такі дивовижні роботи як судновий такелаж (16), візництво (196), смолярство (185), мідне лиття (102), гравіювання і токарство (84), пастухування (45), слюсарство (33), мисливство і пасткарство (2). Було п'ятеро адвокаток, 24 стоматологинь і 2000 лікарок.

### Статус
Соціальний статус жінки в вікторіанську епоху часто береться для ілюстрації разючої невідповідності між владою і багатством країни і тим, що багато хто вважає її жахливими соціальними умовами. Вікторіанська мораль була сповнена протиріч. Безліч громадських рухів, зацікавлених у поліпшенні суспільних звичаїв, співіснували з класовою системою, що дозволила і ввела жорсткі умови життя для багатьох, наприклад, для жінок. У цей період цінувались зовнішні гідності та стриманість, проте звичайні тривали звичайні «пороки», такі як проституція. У вікторіанську епоху була винайдена й процвітала купальна машини. Цей пристрій дозволяв людям пробратися в океан на пляжах, не порушуючи вікторіанських уявлень про скромність оголенням «кінцівки». Купальна машина була частиною етикету морського купання, як і загальний, більш жорсткого до жінок, ніж до чоловіків.

### Шлюбний вік
Шлюбний вік для жінок може бути використаний як індикатор положення жінок у суспільстві. Жіночий шлюбний вік може впливати на економічний розвиток, частково тому, що жінки, котрі вступали до шлюбу в більш пізньому віці, мали більше можливостей для придбання людського капіталу. В середньому, у всьому світі шлюбний вік жінок зростає. Тим не менш, такі країни, як Мексика, Китай, Єгипет і Росія показали менше збільшення цього індикатора жіночих можливостей та емпауерменту, ніж, наприклад, Японія.

### Секс і репродукція
В історії сексу соціальне конструювання сексуальної поведінки — її табу, регулювання та соціальні і політичні наслідки — чинило глибокий вплив на жінок усього світу з доісторичних часів. За відсутності гарантованих способів управління репродукцією жінки практикували аборти ще в епоху древності; безліч суспільств також практикували дітовбивство, щоб забезпечити виживання старших нащадків. Історично склалося так, що незрозуміло, як часто етики викликаного аборту обговорювалася в суспільствах. У другій половині 20-го століття деякі країни почали легалізувати аборти. Це революційне надання жінкам права розпоряджатись власними тілами викликав жаркі дебати і в деяких випадках насильство, оскільки різні верстви суспільства мають різні соціальні і релігійні ідеї щодо приватизованих жіночих тіл (див. теорія влади Фуко).
Жінок піддавали катівним сексуальним станам і дискримінували у різні в періоди мод історії. На додачу, жінки були сексуальними жертвами ворожих військ у ході більшості задокументованих воєн людства. Інституціоналізованим прикладом подібного сексуального рабства є поневолення імперською армією Японії корінних жінок та дівчаток як «жінок для утіх» у військових борделях в окупованих Японією країнах під час Другої світової.

### Тіло і одяг

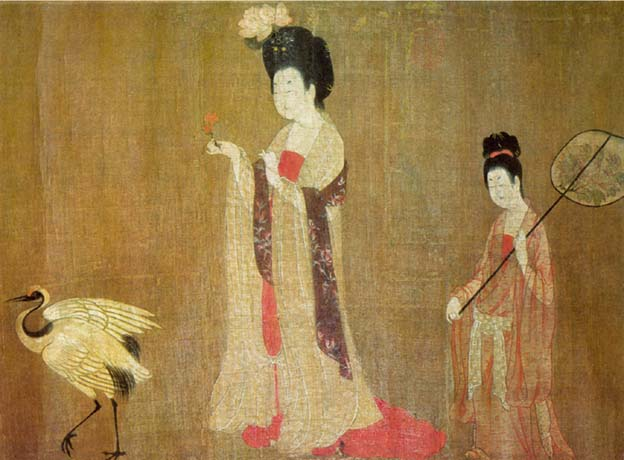
Красуні носять квіти, династія Тан, китайський художник Чжоу Фан, 8 ст.

Соціальні аспекти одягу оберталися навколо традицій щодо деяких предметів одягу, котрі нерозривно підійдуть різним гендерним ролям. В різні періоди, як жіноча, так і чоловіча моди підкреслювали ту чи іншу область тіла. Зокрема, носіння спідниць та штанів породило загальні фрази вираження неявних обмежень і осуду небажаної поведінки. Наприклад, стародавні греки часто вважали носіння штанів персами за вияв жінкоподібності. Жіночий одяг вікторіанської моди використовувався як засіб контролю і захоплення. Реакції на складні кондитерські вироби французької моди породили численні заклики до реформ на підставі і стандартів краси (артистичного та естетичного), і охорони здоров'я (реформа суконь, особливо нижньої білизни і купальників). Хоча штани для жінок не увійшли в моду до кінця 20-го століття, жінки почали носити чоловічі штани (відповідним чином змінені) для зовнішніх робіт на сто років раніше. У 1960-х André Courrèges представив довгі штани для жінок як модний елемент, що вів до епохи брючних костюмів, дизайнерських джинсів і поступового розмивання заборони дівчаткам і жінкам носити штани в школах, на роботі, у ресторани. Історія корсету пройшла від жорстокої б'юті-практики з модифікації тіла до модного елемента чи еротичного вбрання.

### Релігія
Індуїстські, єврейські, сикхські, ісламські і християнські уявлення про жінок змінювалися протягом останніх двох тисячоліть, розвиваючись разом з або врозріз з суспільством, в якому люди жили. Протягом більшої частини історії роль жінок у житті церкви, як місцевих, так і універсальної, принижувалась, недооцінювалась або просто відкидалась.